# Morpeth (estação ferroviária)
Morpeth é uma estação ferroviária na East Coast Main Line, que serve à cidade mercantil de Morpeth, em Northumberland, Inglaterra. É propriedade da Network Rail e gerida pela Northern Trains.

## História
A estação foi inaugurada pela Newcastle and Berwick Railway em 1 de março de 1847. Ela foi projetada por Benjamin Green no estilo baronial escocês, ainda hoje mantendo seus edifícios originais.
Uma curva acentuada de noventa graus na linha da ferrovia imediatamente ao sul da estação foi o local de quatro graves acidentes ferroviários, dois deles fatais.

### Blyth and Tyne Railway
Outra estação foi inaugurada pela Blyth and Tyne Railway em 1 de abril de 1858 e fechada em 24 de maio de 1880. Esta era uma estação terminal também usada pelos trens da North British Railway vindos da estação Scotsgap. A linha da B&T para Bedlington perdeu seus trens de passageiros em abril de 1950 (embora serviços ocasionais de verão entre a Escócia e os resorts costeiros do Nordeste da Inglaterra continuassem operando ali até a década de 1960), mas continua em uso para carga, podendo ter seus trens de passageiros restaurados no futuro (como uma extensão do atual serviço de parada local). O grupo de passageiros ferroviários The South East Northumberland Rail User Group (SENRUG) está em campanha para isso. O serviço local atual de Newcastle que termina aqui usa a conexão com a linha B & T ao norte da estação para reverter e fazer escala livre da linha principal entre as viagens.
Os trens de passageiros sobre a velha linha NBR de Scotsgap, Reedsmouth e Rothbury encerraram suas operações em setembro de 1952, fechando completamente em 1966. Poucos vestígios desta rota ainda permanecem.

## Facilidades
Em dezembro de 2011, uma máquina de autoatendimento foi instalada pela Northern Rail para uso fora do horário de funcionamento da bilheteria (06:40-12:40, apenas de segunda a sábado). Dessa forma, os bilhetes pré-comprados também podem ser retirados em Morpeth. A máquina está localizada no lado leste da linha, no prédio da estação principal, que também possui uma sala de táxis e banheiros. A plataforma oposta (sentido norte) tem um abrigo de espera, e as duas estão interligadas por meio de uma passagem subterrânea com elevadores para cadeiras de rodas e usuários com mobilidade reduzida. As informações sobre o funcionamento dos trens são fornecidas por meio de cartazes de horários e displays digitais.
A remodelação da estação, no valor de £2,4 milhões, foi aprovada em outubro de 2016 e iniciada em outubro de 2018, tendo sido concluída em outubro de 2020. Os edifícios principais foram remodelados e a entrada do pórtico modernizada para incorporar uma cafeteria, bilheteira expandida e instalações sanitárias melhoradas. 500m2 de espaço de escritórios foram criados para pequenas empresas locais. O exterior da estação foi restaurado conforme o projeto original de Benjamin Green, incluindo a reintegração de 15 chaminés altas. O projeto foi liderado pelo Greater Morpeth Development Trust e pelo Northumberland County Council, com apoio financeiro do Railway Heritage Trust, Network Rail, Northern e do National Lottery Heritage Fund.

## Serviços

### Northern Trains
Há um serviço regular de hora em hora para Newcastle, de segunda a sábado. A maioria dos trens começa ou termina em Morpeth, embora haja dois trens por dia que operam de/para Chathill nos horários de picos da manhã e da noite. 
Quase todos os trens continuam através da Tyne Valley Line, de e para Carlisle. Aos domingos, um serviço de duas em duas horas opera de/para MetroCentre, sem serviço de/para Chathill.

### London North Eastern Railway
A LNER oferece um serviço limitado: há sete trens por dia na direção norte, para a estação Edinburgh Waverley (um dos quais se estende até Aberdeen), e sete trens por dia na direção sul. Destes, cinco vão para London King's Cross, um termina em Leeds e outro vai até Newcastle.

### CrossCountry
Um pequeno número de serviços da operadora CrossCountry param em Morpeth - cinco em cada sentido, nos dias de semana e aos sábados, mais três aos domingos. No sentido sul, eles seguem para Birmingham New Street e, em seguida, para o Sudoeste da Inglaterra.

### TransPennine Express
Em dezembro de 2019, a TransPennine Express começou a operar um serviço de hora em hora entre Liverpool Lime Street e Edinburgh Waverley, utilizando trens da Classe 802, sem outra escala até Edimburgo após a escala em Morpeth.

## Futuro
Em maio de 2016, o Office of Rail and Road concedeu direitos de operação à nova operadora East Coast Trains para operar serviços de London King's Cross a Edinburgh Waverley via Stevenage, Newcastle e Morpeth. A previsão é de que esse serviço comece a operar em 2021.